# F-F-F-Falling
F-F-F-Falling (иногда сокращённо Falling) (с англ. — «Падение») — песня, выпущенная как первый сингл финской альтернативной рок-группы The Rasmus с четвёртого студийного альбома Into. Сингл был выпущен 2 апреля 2001 года на лейбле Playground Music.
До того, как группа выпустила свой хитовый сингл «In the Shadows» в 2003 году, песня «F-F-F-Falling» была самой хитовой с позицией № 1 в финском чарте синглов и успехом на многих радиостанциях за пределами Финляндии у The Rasmus.

## Список композиций
1. «F-F-F-Falling» — 3:52
2. «The Rasmus at Work» (видео в MPEG-формате) — 2:34

F-F-F-Falling CD 2
1. «F-F-F-Falling» — 3:52
2. «Smash» — 3:43

F-F-F Falling Издание Германии
1. «F-F-F-Falling» — 3:52
2. «Smash» — 3:43
3. «Can’t Stop Me» — 2:51

## Комментарии по поводу песни
Ээро Хейнонен (басист)
"Эта песня была выбрана, чтобы выпустить её как первый сингл, потому что она особенная. Люди после прослушивания думают: «Что это? Эта песня не похожа на те, которые исполняют The Rasmus!».
Лаури Юленен (вокалист, автор песен)
«Первое предложение о том, чтобы не ходить в школу в понедельник. Это правда, потому что понедельник был днём, в котором мы практикуем наши новые песни».

## Переиздание
«F-F-F-Falling» также появляется в виде ремиксовой версии (US Remix) в следующих выпусках:
- Dead Letters — финское издание (2003)
- Dead Letters — издание США/Великобритания (2004)
- Dead Letters — японское издание (2004)

## Чарты
| Год  | Сингл           | Чарт                  | Высшая позиция |
| ---- | --------------- | --------------------- | -------------- |
| 2001 | «F-F-F-Falling» | Finland Singles Chart | 1              |